# 神宮寺 (名古屋市)
神宮寺（じんぐうじ）は、愛知県名古屋市昭和区御器所（ごきそ）にある真言宗豊山派の寺。山号は医王山（正式表記は醫王山）。大名古屋八十八カ所 三十六番札所。
本尊は薬師如来（薬師瑠璃光如来）。仁明天皇の勅願寺とされ、また御器所最古の寺である。
秘仏である薬師如来は毎年11月8日に開帳され、多くの参拝者で賑わう。またその日に供えられた餅（やっこ餅）を食べると病気患いがないと信仰されている。

## 歴史
寺伝によれば、医王山神宮寺は弘仁4年（813年）に嵯峨天皇により、現在の名古屋市熱田区神宮付近に創建が計画されたといわれる。しかし、嵯峨天皇は崩御し、遺志は第二皇子である仁明天皇へ引き継がれたとされる。
承和2年（835年）仁明天皇の勅願により、嘉祥3年（850年）神宮付近に熱田神宮別当補佐職の任を受けた高野山の僧・成惠僧都により、熱田宮鬼門除け鎮護修法所として創建されたとされ、当時は嵯峨天皇の勅筆の仁王護国般若経、勅額などが納められていたとされる。
嘉元2年（1304年）に雷火により堂や文庫・庫裡・経蔵等が焼失したため、現在の名古屋市昭和区御器所（ごきそ）移り、草堂を建立した。また、開山より無本寺であったが、高野山金剛峯寺の末寺となる。
嘉吉元年（1441年）12月16日に神宮寺境内奥山に、御器所城主佐久間美作守家勝の勧進により、旧御器所村の氏神である八幡大菩薩（現在の御器所八幡宮）を迎える。当寺が禰宜兼ねることになる。
慶安3年（1650年）京都密蔵院の大僧都有海が、当時の住職となるが、再び雷火にみまわれる。住職亮海僧都の尽力と、村中を勤財し、慶安5年（1652年）2月16日に宮大工大島雲八によって本堂を再建する。後に、神宮寺学頭十五世大阿闍梨法印金憧阿闍梨と引き継がれ、明治に入り廣澤観光和上とつづくが、神仏分離令により御器所八幡宮とは分離され、廃仏毀釈により住職は還俗され無僧荒廃を辿る。
地域住民より復興を願う声があり、明治20年（1887年）1月、高野山より拝命された中興桑原實定法尼により復興。
昭和20年（1945年）太平洋戦争により諸堂が皆焼失する。第三世貞純法尼に至り、昭和46年（1971年）に有志の助力にて本堂が再建、昭和61年（1986年）観音堂が落慶される。

## やっこ餅（薬壺餅）

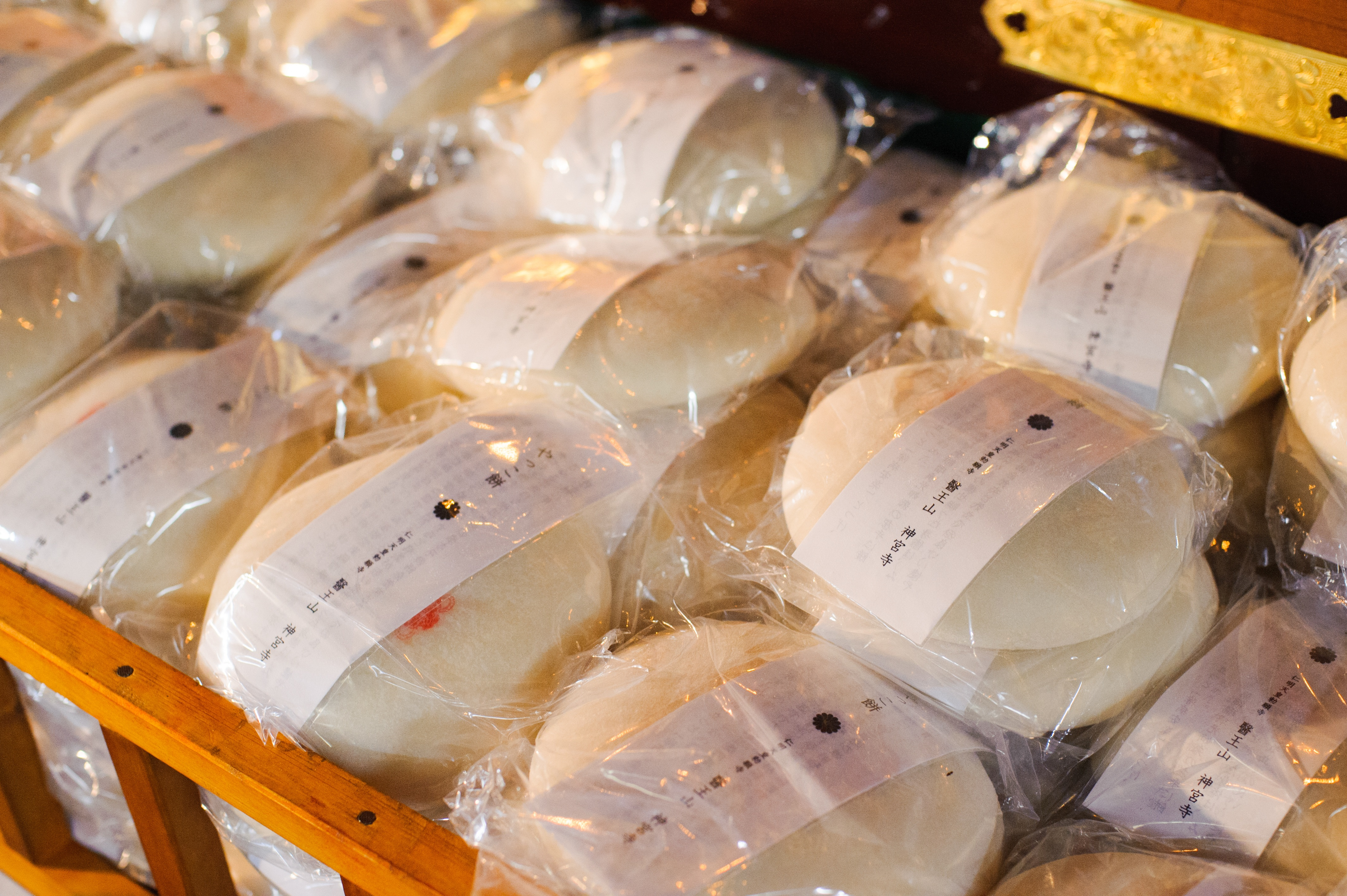
やっこ餅（藥壺餅）

毎年11月8日には医王山神宮寺の秘仏である薬師如来が開帳される。
薬師如来（医師の仏）の持ち物である薬壺（やっこ）に見立てつくられたやっこ餅は、
本堂に山のように供えられ、やっこ餅を食べれば、
病気や患いごとが無く過ごせると信仰されている。

## 一升餅祈祷会（やっこ餅祈祷会）・選び取り

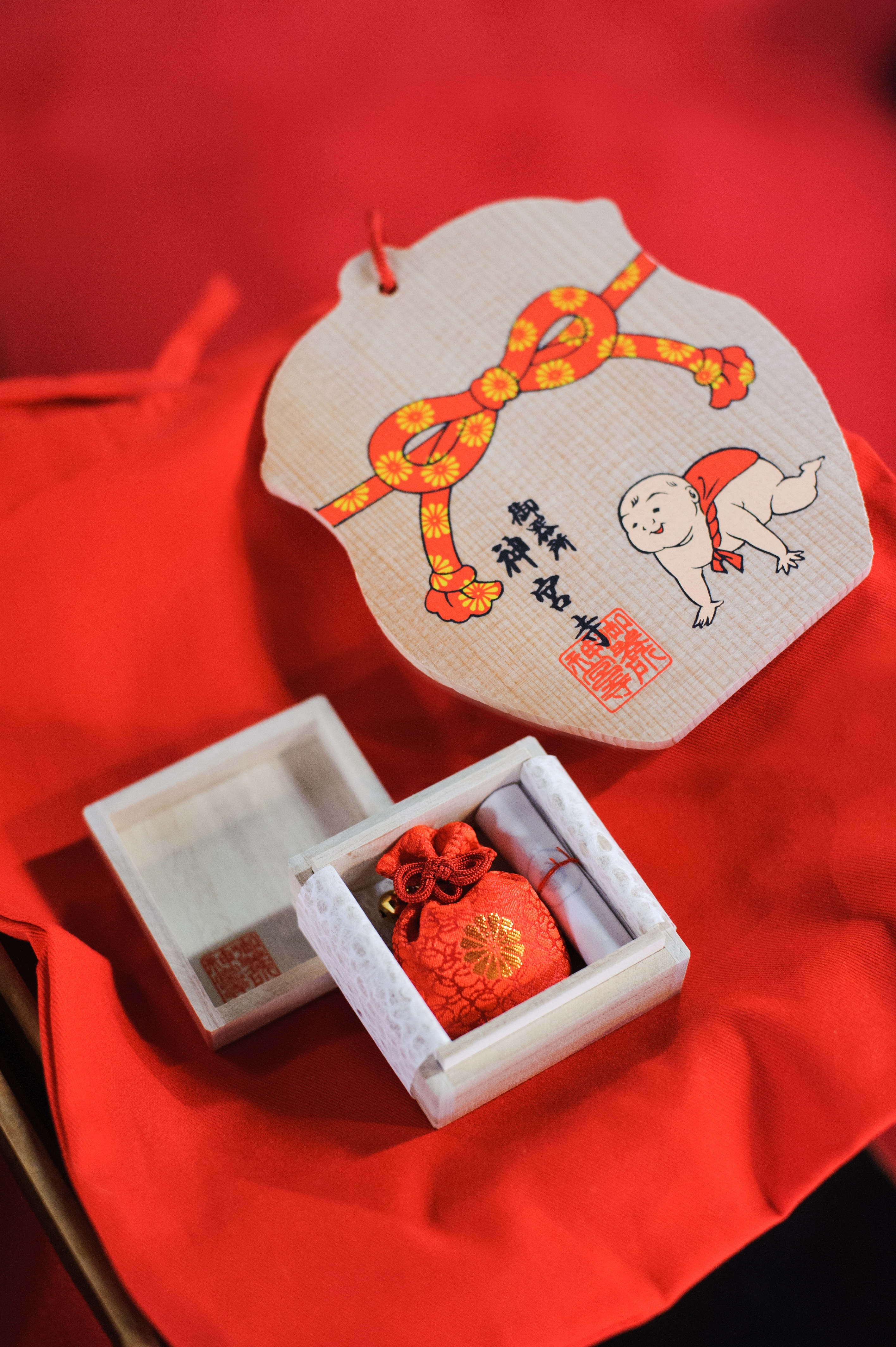
一升餅を背負う子供の絵馬（祈祷後に、手形を押し奉納する）と、子供の健やかな成長を守る御守

近年では、御開帳に合わせて、年一度やっこ餅を幼児に背負わせる一升餅祈祷会（やっこ餅祈祷会）が本堂にて行われる。
幼児に、一升餅で作られたやっこ餅を背負い七歩歩けば、一生食うに困らず、一生心を丸く、一生粘り強く、一生患いがないとされる。
一升餅祈祷が終れば、選び取りが行われ、幼児の将来の職業や才能を占う。申込みは0歳～1歳までとなっている。

## 昔話  - 薬師のやっこ餅 -
むかしむかし、御器所村に、身体の弱い、病気がちの女が住んでおった。
女には、わずか一歳になる娘があったが、暮らしは大変な貧乏で、明日をも知れぬ有様であった。
女は、「これほど苦しむのは、きっと前世からの因縁であろう」と思ったが、このまま虚しく餓え死ぬよりも、せめて善きことをして仏の加護を願おうと心を定めた。
ある日、女は御器所村の薬師堂へ詣で、仏さまの前でこう祈った。
「私の命は惜しくはありません。けれど、わが子の命が惜しいのです。このままでは二人とも餓えてしまいましょう。どうか、どうか、せめてこの身がもう少し丈夫であれば…。」
不憫に思った十二人の堂守（どうも）りたちは、女をお堂に招き入れ、薬師如来の御前で祈祷を行った。
壇の上には四十九本の蝋燭が灯され、五色の旗が彩り、昼夜絶えずお経が唱えられた。
祈祷が始まって七日目の夜、女の夢枕に一人の仏が現れた。
仏は女に向かって七歩近づき、静かに立ち止まると、「除病安楽（じょびょうあんらく）」と告げ、左手の薬壺（やっこ）を差し出された。
女がそれを受け取った瞬間、ふと夢から覚めた。
翌朝、女は思った。
「あの仏さまは薬壺を持っておられた…お薬師さまに違いない。」
娘を連れ、薬師堂へ参ってみると、なんと薬師如来の左手には餅がのせられていた。
その餅を口にすると、病気がちで痩せ細っていた身体は、みるみる元気になった。
一歳の娘もその餅を食すと、気立ての良い、健やかな村一番の娘へと育った。
感極まった女は、改めて御礼参りに薬師堂を訪れ、十二人の堂守りたちに心の限り感謝を述べた。
すると堂守りたちは「南無薬師瑠璃光如来」と唱え、ふっと姿を消した。
この摩訶不思議な出来事は、たちまち村中に広まり、村人たちは「薬壺（やっこ）が餅に変わった」と大いに喜び、その餅を「やっこ餅」と名付けた。
そして薬師如来は、いつしか「もちい薬師（もちい＝餅の古語）」と呼ばれるようになった。
今では、お薬師さまが現れたという十一月八日になると、感謝のお勤めが行われ、沢山の「やっこ餅」が供えられている。

## 境内
- 本堂（薬師堂）
- 観音堂
- 地蔵堂
- 慈眼堂
- 樹木葬型納骨合同墓
- 稲荷社

## いちにち寺子屋

### 毎日
お堂で写経体験（要電話予約）

### 毎月
第2・4週の水曜日　19時半～21時まで　月二回のお寺で太極拳（変更日あり）
月1回 第4火曜日もしくは木曜日（変更日あり）お寺で陶芸体験
月1回 第4金曜日（変更日あり）お寺でシニア向けヨガ メディカルヨガ（自己医療を目的とするヨガ）

## 定例行事
- 毎日 10時～16時まで：お堂で写経体験
- 毎月1日 10時半より：護摩祈祷会・大念珠繰り・法話

## 特別行事
- 旧暦3月21日：御正当 本四国お砂踏み
- 8月13日：お盆十五日お精霊送り
- 8月17日：盆施餓鬼供養会・永代供養会
- 11月8日：本尊秘仏薬師如来御開帳・一升餅祈祷会午前10時より薬師護摩祈祷会 午後3時より
- 12月31日：新年護摩祈祷会

## 所在地
〒466-0051 愛知県名古屋市昭和区御器所四丁目4番22号

## 交通手段

### 公共交通機関
- 名古屋市営地下鉄鶴舞線 荒畑駅から荒畑交差点を南西へ約700m
- 名古屋市営バス「東郊通3丁目」バス停から東へ約600m（金山26号系統、昭和巡回系統）

### 自家用車
- 名古屋市道堀田高岳線（空港線） 白金一丁目交差点を東進、約600m（本堂裏に駐車場7台有）周辺に有料駐車場有り